# Zdobycie Antipatrei
Zdobycie Antipatreji – zajęcie miasta Antipatreja przez Rzymian w roku 200 p.n.e.
Po zdobyciu Abydos w roku 200 p.n.e. Filip V, król macedoński, dowiedział się o wypowiedzeniu mu wojny przez Rzymian. Konsul Sulpicjusz Galba na czele dwóch legionów i oddziałów sprzymierzeńców wkroczył do Apollonii. Z uwagi na chorobę wysłał swojego legata Lucjusza Apustiusza na północno-zachodnie ziemie Filipa. Po zajęciu kilku miast w Dassaretydzie Apustiusz podszedł pod otoczone mocnymi murami miasto Antipatreja (obecnie Berat w Albanii) ok. 50 km na wschód od Apolloni. Legat zażądał natychmiastowej kapitulacji obrońców, ci jednak odrzucili jego żądania. W tej sytuacji Rzymianie ruszyli do szturmu rozpędzając nieliczną załogę macedońską i dokonując masakry obrońców. Po zdobyciu i wymordowaniu dorosłych obywateli, miasto zostało spalone a mury zburzone. Po zajęciu miasta Rzymianie wkroczyli bez walki do Kodrion (obecnie Rrmait), skąd obładowani łupami ruszyli w drogę powrotną. W trakcie marszu zaatakowani przez Macedończyków Atenagorasa odparli z trudnością atak przeciwnika powracając do obozu pod Apollonią.